# Zbigniew Klusek
Zbigniew Andrzej Klusek (ur. 8 marca 1963 w Łodzi, zm. 18 grudnia 2019 tamże) – polski fizyk, prof. dr hab.

## Życiorys
Syn Tadeusz i Teresy. Odbył studia magisterskie w zakresie fizyki na Wydziale Matematyki Fizyki i Chemii Uniwersytetu Łódzkiego, natomiast 23 listopada 1994 uzyskał doktorat za pracę pt. Widma fononowe w skaningowej spektrometrii tunelowej na przykładzie grafitu, cynku i złota, 23 lutego 2004 otrzymał stopień doktora habilitowanego. 18 października 2012 nadano mu tytuł profesora nauk fizycznych.
Objął funkcję profesora nadzwyczajnego, oraz kierownika w Katedrze Fizyki Ciała Stałego na Wydziale Fizyki i Informatyki Stosowanej Uniwersytetu Łódzkiego.
Został pochowany na cmentarzu rzymskokatolickim Matki Bożej Nieustającej Pomocy w Łodzi‎.

## Publikacje
- The new high-temperature surface structure on reduced TiO(2)(001[2]
- Some Properties of Fuulerenes and Carbon Nanotubes[2]
- 2002: Molecules for Information Storage[2]
- 2007: “Room and high-temperature scanning tunnelling microscopy and spectroscopy (HT-STM/STS) investigations of surface nanomodifications created on the TiO2(1 1 0) surface”[2]
- 2008: Investigation of the Shockley surface state on clean and air-exposed Au (111)[2]
- 2008: Scanning tunneling microscopy investigations of silicon carbide nanowires[2]
- 2015: Nitrogen doped epitaxial graphene on 4H-SiC (0001)-Experimental and theoretical study[2]
- 2016: Large-area high-quality graphene on Ge(001)/Si(001) substrates[2]